# Les Villages-Vovéens
Les Villages-Vovéens es una comuna nueva francesa situada en el departamento de Eure y Loir, de la región de Centro-Valle de Loira.

## Historia
Fue creada el 1 de enero de 2016, en aplicación de una resolución del prefecto de Eure y Loir de 30 de septiembre de 2015 con la unión de las comunas de Montainville, Rouvray-Saint-Florentin, Villeneuve-Saint-Nicolas y Voves, pasando a estar el ayuntamiento en la antigua comuna de Voves.

## Demografía
| Gráfica de evolución demográfica de Les Villages-Vovéens entre 1800 y 2013 |
|                                                                            |

Los datos entre 1800 y 2013 son el resultado de sumar los parciales de las cuatro comunas que forman la nueva comuna de Les Villages-Vovéens, cuyos datos se han cogido de 1800 a 1999, para las comunas de Montainville, Rouvray-Saint-Florentin, Villeneuve-Saint-Nicolas y Voves de la página francesa EHESS/Cassini. Los demás datos se han cogido de la página del INSEE.

## Composición
| Comuna delegada          | Código INSEE | Población (2013) | Superficie (km²) | Densidad (hab./km²) |
| ------------------------ | ------------ | ---------------- | ---------------- | ------------------- |
| Montainville             | 28258        | 320              | 15.35            | 21                  |
| Rouvray-Saint-Florentin  | 28320        | 196              | 9.36             | 21                  |
| Villeneuve-Saint-Nicolas | 28416        | 153              | 5.16             | 30                  |
| Voves                    | 28422        | 3164             | 32.98            | 96                  |